# Aulonocara baenschi
Aulonocara baenschi, noto anche come Pavone del Malawi, è una specie di pesci della famiglia dei Ciclidi. È endemica del Lago Malawi. Il suo habitat naturale sono i laghi di acqua dolce.